# カズ・オオモリ
カズ・オオモリ（Kaz Oomori、1967年 - ）は、大阪府大阪市在住のグラフィックアーティスト、イラストレーター。本名は大森一雄（おおもり かずお）。
ディズニーの公式イラストレーター。大阪芸術大学芸術学部デザイン学科教授。

## 経歴
幼稚園の頃にディズニー映画『ピノキオ』を観てピノキオを描いたのがきっかけで絵を描き始め、映画のパンフレットを買ってよく模写していた。いつか映画のポスターの仕事をやりたいという思いが小・中学生の頃からあった。
橿原学院高等学校美術科を経て、1985年に奈良芸術短期大学デザインコースを卒業し、イラストレーション・デザイン制作会社に勤務。その後渡米し、アメリカのミネアポリス・カレッジ・オブ・アート＆デザインに約4年間通う。卒業後は広告イラストレーターとして働く。その後日本に戻り、自身のスタジオ「Tune Graphik」を設立した。
ディズニー映画（ピクサー、マーベル、スター・ウォーズ含む）が公開される際の北米で展開されるポスタービジュアルなどを数多く手掛けている。
『F-ZEROシリーズ』『スターフォックスシリーズ』などを手掛けたゲームクリエイターの今村孝矢とは高校時代からの友人で、いい絵が描けるとお互いに見せ合うような関係だったという。